# Planada
Planada és una concentració de població designada pel cens dels Estats Units a l'estat de Califòrnia. Segons el cens del 2000 tenia 4.369 habitants.

## Demografia
Segons el cens del 2000, Planada tenia 4.369 habitants, 1.007 habitatges, i 900 famílies. La densitat de població era de 792 habitants/km².
Dels 1.007 habitatges en un 58,1% hi vivien nens de menys de 18 anys, en un 66,4% hi vivien parelles casades, en un 15,4% dones solteres, i en un 10,8% no eren unitats familiars. En el 7,5% dels habitatges hi vivien persones soles el 3,3% de les quals corresponia a persones de 65 anys o més que vivien soles. El nombre mitjà de persones vivint en cada habitatge era de 4,11 i el nombre mitjà de persones que vivien en cada família era de 4,28.
Per edats la població es repartia de la següent manera: un 38,8% tenia menys de 18 anys, un 12,2% entre 18 i 24, un 27,9% entre 25 i 44, un 14,3% de 45 a 60 i un 6,8% 65 anys o més.
L'edat mediana era de 24 anys. Per cada 100 dones de 18 o més anys hi havia 109,6 homes.
La renda mediana per habitatge era de 24.286 $ i la renda mediana per família de 24.513 $. Els homes tenien una renda mediana de 20.341 $ mentre que les dones 20.446 $. La renda per capita de la població era de 9.864 $. Entorn del 28,7% de les famílies i el 33,9% de la població estaven per davall del llindar de pobresa.

## Poblacions properes
El següent diagrama mostra les poblacions més properes.